# Cypress Grove
Cypress Grove (Londres, 28 de mayo de 1959) es un músico, cantante, compositor, letrista y productor musical inglés. Después de graduarse en psicología en el University College de Londres, decidió dedicarse por completo a la música.

## Biografía
Cypress Grove nació en Londres y creció en un ambiente musical. El padre, de hecho, era un baterista profesional de jazz que tocó con The Chris Barber Band. Enseñó a Cypress a tocar la batería desde su tierna infancia. Sin embargo, a 16 años, Grove decidió que su pasión era la guitarra.

## Carrera musical
A los 18 años comenzó a tocar regularmente en varios locales con algunos grupos new wave. Su inclinación hacia el rock alternativo como género de preferencia, se defíne en este momento, gracias a la influencia de grupos como The Birthday Party, The Pop Group y los Einstürzende Neubauten, Continuó, sin embargo, a desarrollar, en paralelo, su pasión por el blues acústico prebélico, y en 1988 esta investigación lo llevó al encuentro con Jeffrey Lee Pierce del Gun Club. Pierce tenía una verdadera pasión por la música de las raíces de cualquier clase. Comenzaron a tocar juntos regularmente en casa de Cypress Grove. Pierce invitó Grove a colaborar con él en el álbum de música de raíces que tenía en mente desde hace mucho tiempo. El disco fue lanzado en 1992 bajo el título: Ramblin' Jeffrey Lee y Cypress Grove con Willie Love. Cypress y Jeffrey llevaron el disco de gira con el grupo y como un dúo acústico.
En octubre de 1994, Pierce y Grove fueron filmados por Henri-Jean Debon por la película / documental Hard Times Killin' Floor Blues. La película se estrenará en 2008.
Después de la muerte de Jeffrey Lee en marzo de 1996, debido a una hemorragia cerebral, Grove se trasladó a Francia durante tres años, viajando por todo el país tocando en los locales, en la radio y en varios festivales.

En 2006, Cypress Grove encontró un casete de él y Pierce en su ático. El casete contenía pruebas de canciones en las que los dos artistas habían trabajado. Las pruebas eran muy superficiales y la calidad de la grabación era inadecuada. Él decidió grabar las canciones profesionalmente e invitó a algunos amigos, colegas y admiradores de Pierce para ayudar a completar las canciones. Esta empresa se convirtió en The Jeffrey Lee Pierce Sessions Project que hasta ahora ha producido tres álbumes con un cuarto y último álbum en las obras. 
Grove ha grabado con numerosos músicos como Nick Cave Debbie Harry Chris Stein, Mark Lanegan, Iggy Pop, Isobel Campbell, Thurston Moore, Warren Ellis, The Raveonettes, Crippled Black Phoenix, Mick Harvey, David Eugene Edwards, Hugo Race, Bertrand Cantat, Barry Adamson, Lydia Lunch, Jim Sclavunos, Mark Stewart and James Johnston.
En 2010, Cypress Grove y Lydia Lunch decidieron profundizar su relación creativa y de trabajo grabando el álbum titulado A Fistful Of Desert Blues

## Discografía
- Ramblin' Jeffrey Lee & Cypress Grove With Willie Love con Ramblin' Jeffrey Lee (Jeffrey Lee Pierce), 1992
- A Fistful of Desert Blues con Lydia Lunch
- Twin Horses con Lydia Lunch y Spiritual Front
- Under The Covers con Lydia Lunch

#### The Jeffrey Lee Pierce Sessions Project
- We Are Only Riders, 2009
- The Journey Is Long, 2012
- Axels & Sockets, 2014